# Filip Šitera
Filip Šitera (ur. 18 kwietnia 1988 w Mladej Boleslav) – czeski żużlowiec i trener sportu żużlowego.

## Życiorys

### Kariera sportowa
Dwukrotny złoty medalista indywidualnych młodzieżowych mistrzostw Czech (2006, 2007). Dwukrotny złoty medalista indywidualnych mistrzostw Czech juniorów do 19 lat (2006, 2007). Brązowy medalista indywidualnych mistrzostw Europy juniorów (Częstochowa 2007). Zdobywca II miejsca w turnieju „Mistrz Świata Jerzy Szczakiel zaprasza” (Opole 2007). Finalista indywidualnych mistrzostw Australii (2008 – VII miejsce). Dwukrotny finalista indywidualnych mistrzostw świata juniorów (Ostrów Wielkopolski 2007 – IX miejsce, Pardubice 2008 – XVI miejsce). Finalista indywidualnych mistrzostw Europy (Tarnów 2010 – X miejsce). Finalista mistrzostw Europy par (Piła 2011 – VI miejsce).
Dwukrotny uczestnik finałów drużynowych mistrzostw świata juniorów (Pardubice 2005 – IV miejsce, Abensberg 2007 – brązowy medal). Reprezentant Czech w eliminacjach indywidualnych oraz drużynowych mistrzostw świata.
W lidze polskiej startował od 2006 do 2013 roku, w barwach klubów Atlas Wrocław (2006–2008), Start Gniezno (2009 i 2013) oraz KMŻ Lublin (2010). Ponadto posiadał kontrakt z PSŻ Poznań (2015–2016). W 2006 r. zdobył złoty medal drużynowych mistrzostw Polski oraz brązowy medal młodzieżowych mistrzostw Polski par klubowych.
Startował w lidze brytyjskiej, w barwach klubów z Coventry, Manchesteru, King’s Lynn, Glasgow i Berwick-upon-Tweed.
Karierę żużlową zakończył w 2015 na skutek upadku w indywidualnym pucharze Czech rozgrywanym na torze w Libercu. W trzecim okrążeniu 17. biegu jadący za nim Ondřej Smetana wjechał w koleinę i nie opanowując motocykla uderzył w rywala. Siła uderzenia wyrzuciła Šiterę z motocykla wprost na bandę, w miejscu gdzie nie było już bandy pneumatycznej. Zawodnik doznał złamania biodra, miednicy oraz zmiażdżenia drugiego kręgu lędźwiowego.

### Po zakończeniu kariery
W 2019 objął po Milanie Špince posadę menedżera reprezentacji Czech na żużlu. Z pełnionego stanowiska zrezygnował w 2022 roku.

### Życie prywatne
Wnuk Miloslava Vernera oraz siostrzeniec Václava Vernera i Jana Vernera, również żużlowców.
Z małżonką Moniką ma dwoje dzieci.

## Przynależność klubowa
Czechy
- PDK Mšeno (2004)
- PK Pilzno (2005–2007)
- PDK Mšeno (2008–2013)
- AK Markéta Praga (2014)
- PDK Mšeno (2015)

Polska
- Atlas Wrocław (2006–2008)
- Start Gniezno (2009)
- KMŻ Lublin (2010)
- Start Gniezno (2013)
- PSŻ Poznań (2015–2016)

Wielka Brytania
- Coventry Bees (2008–2009)
- Belle Vue Aces (2010)
- Coventry Bees (2010)
- King's Lynn Stars (2011–2012)
- Glasgow Tigers (2012)
- Berwick Bandits (2012)

Szwecja
- Griparna Nyköping (2008)

## Osiągnięcia zawodnicze

### Mistrzostwa świata
Drużynowe mistrzostwa świata juniorów
- 2005:  Pardubice – 4. miejsce → wyniki
- 2007:  Abensberg – 3. miejsce → wyniki
- 2009:  Gorzów Wielkopolski – 4. miejsce → wyniki

Indywidualne mistrzostwa świata juniorów
- 2007:  Ostrów Wielkopolski – 9. miejsce → wyniki
- 2008:  Pardubice – 16. miejsce → wyniki

### Mistrzostwa Europy
Mistrzostwa Europy par
- 2011:  Piła – 6. miejsce → wyniki

Indywidualne mistrzostwa Europy
- 2008:  Lendava – 14. miejsce → wyniki
- 2010:  Tarnów – 10. miejsce → wyniki

Indywidualne mistrzostwa Europy juniorów
- 2004:  Rybnik – 12. miejsce → wyniki
- 2006:  Goričan – 9. miejsce → wyniki
- 2007:  Częstochowa – 3. miejsce → wyniki